# 林萬進
林萬進（Lam Man Chun，1987年10月14日— ），生於香港，香港籃球運動員，司職小前鋒，現時效力香港甲一籃球聯賽球隊晉裕。

## 籃球生涯
林萬進生於香港，童年時因《男兒當入樽》而對籃球產生興趣，直到在20歲在街場認識當時的永倫球員香振強後，就加盟甲一傳統勁旅永倫。
兩年後，林萬進因為投考消防員而轉會到超敏。直到在2014年重返永倫。在2016年，林萬進加盟進行大換血的福建，直到在2017年再回歸班霸永倫。
2018年9月1日，東方龍獅宣布林萬進加盟。

## 外部連結
- 林萬進在archive.fiba.com（archived）（英语）
- 林萬進在Eurobasket.com（球員）（英语）
- 林萬進在RealGM（英语）
- ABL官網球員註冊資料